# Ankylopteryx quadrimaculosa
Ankylopteryx quadrimaculosa là một loài côn trùng trong họ Chrysopidae thuộc bộ Neuroptera. Loài này được Hölzel miêu tả năm 2001.